# Debreceni Cívis Póló Vízilabda Sport Egyesület
Debreceni Cívis Póló Vízilabda Sport Egyesület é um clube de polo aquático da cidade de Debrecen, Hungria.

## História
O clube foi fundado em 2006. 